# Bumbach
Bumbach est une petite station de ski suisse, située sur la commune de Schangnau, dans l'Emmental bernois.

## Domaine skiable
Le domaine skiable est aménagé sur un versant nord au pied du massig du Hohgant, à une altitude relativement faible. À une extrémité du village, au niveau d'un très petit parking - le bas-côté de la route - se trouve le téléski principal Roseggli. Celui-ci part à 920 mètres d'altitude, et monte jusque 1 225 m, sur une longueur de 1 430 m. Il dessert depuis 1960 la piste bleue principale, relativement étroite. Le deuxième téléski Gemeinenwängen part à proximité de l'arrivée, et relie le sommet à 1 365 m. Un fil-neige pour débutants, payant, complète l'offre un peu au-dessus du bas de la station.
La majorité des pistes est équipée d'enneigeurs, notamment la longue piste bleue principale. La saison hivernale se termine généralement à la mi-mars, avec une moyenne de 57 jours d'ouverture chaque année.
La station coopère avec la station voisine de Marbachegg, à travers une offre forfaitaire commune pour les forfaits saison.
La station est connue pour être celle où le skieur alpin suisse Beat Feuz a commencé le ski.
Il est possible de pratiquer le ski de fond à proximité immédiate du départ du téléski principal, entre 920 et 979 mètres d'altitude.